# Anotimpul iubirii
Anotimpul iubirii este un film românesc din 1987 regizat de Iulian Mihu. Rolurile principale au fost interpretate de actorii Cristina Deleanu, Gheorghe Visu și Viorica Dinicu.

## Distribuție
- Cristina Deleanu — Irina Sterian, directoarea tehnică a Uzinei Mecanice din Brașov
- Gheorghe Visu — ing. Andrei Panduru, doctorand în tehnologia construcțiilor de mașini, șef de atelier al uzinei
- Viorica Dinicu — Zizi, muncitoare vopsitoare, partenera de dans a ing. Panduru
- Maia Morgenstern — ing. Dorina Enescu, ingineră stagiară
- Ileana Predescu — Elvira Enăchescu, sora Irinei Sterian
- Valeriu Paraschiv — ing. Floroiu, inginerul șef al uzinei
- Alexandru Arșinel — Agafiței, mecanic auto
- Florentin Dușe — Luță, mecanic auto, iubitul lui Zizi
- Jean Lorin Florescu — pensionar, partenerul de joc de cărți al Elvirei (menționat Jean Lorin-Florescu)
- Adina Cezar — Ana, secretara conducerii Uzinei Mecanice din Brașov
- Alexandru Racoviceanu — pensionar, partenerul de joc de cărți al Elvirei
- Ion Niciu — ing. Staicu, șeful Serviciului Personal al uzinei
- Mircea Stoian — Petrișor Stoian, muncitor, prietenul ing. Panduru
- George Motoi — profesor universitar, tatăl Dorinei Enescu
- Dorin Varga — Radu, medic, prieten vechi al Irinei Sterian
- Mircea Albulescu — directorul general al Uzinei Mecanice din Brașov
- Ovidiu Schumacher — maistru mecanic
- Alexandru Lungu — maistrul mecanic Ursache
- Iancu Caracota — Megan, muncitor, prietenul lui Luță (menționat Iancu Caracotă)
- Cătălina Bârcă (menționată Cătălina Barca)
- Nicolae Praida — maistru mecanic
- Ion Porsilă — dr. Dronea, medicul care se oferă să o trateze pe Irina Sterian
- Valeria Ionescu
- Dane Ariel

## Primire
Filmul a fost vizionat de 1.166.469 de spectatori în cinematografele din România, după cum atestă o situație a numărului de spectatori înregistrat de filmele românești de la data premierei și până la data de 31 decembrie 2014 alcătuită de Centrul Național al Cinematografiei.